# Disa tenuifolia
Disa tenuifolia är en orkidéart som beskrevs av Olof Swartz. Disa tenuifolia ingår i släktet Disa och familjen orkidéer. Inga underarter finns listade i Catalogue of Life.